# Frans Magnis-Suseno
Frans Magnis-Suseno, de son vrai nom Franz Graf von Magnis (comte de Magnis), né à Eckersdorf (aujourd'hui Bożków en Pologne) en Silésie alors allemande, le 26 mai 1936, est une personnalité catholique indonésienne, observateur et essayiste dans les domaines politique et culturel.
Jésuite, Franz von Magnis est arrivé en Indonésie en 1961 pour aider au développement de la religion catholique dans ce pays. Il parle couramment l'indonésien et le javanais. Il a pris la nationalité indonésienne et le nom javanais de Suseno.
Lauréat du Prix Achmad Bakrie pour la réflexion sociale, Suseno a refusé ce prix décerné par le groupe indonésien Bakrie dont une filiale, la compagnie pétrolière PT Lapindo Brantas, a provoqué le 28 mai 2006 le volcan de boue de Sidoarjo dans la province de Java oriental.